# Bobby Brown (basquetebolista)
Robert Douglas Brown (Los Angeles, 24 de setembro de 1984) é um jogador de basquetebol profissional norte-americano que atualmente joga pelo Houston Rockets na NBA.
Não foi selecionado no Draft da NBA de 2007. 

## Estatísticas na NBA

### Temporada regular
| Ano      | Equipe        | PJ  | PT | MPJ  | AP   | 3P   | LL    | RT | AS  | BR | TO | PPJ |
| -------- | ------------- | --- | -- | ---- | ---- | ---- | ----- | -- | --- | -- | -- | --- |
| 2008–09  | Sacramento    | 47  | 1  | 14.4 | .381 | .330 | .765  | .8 | 1.9 | .3 | .0 | 5.2 |
| 2008–09  | Minnesota     | 21  | 1  | 12.2 | .416 | .389 | .889  | .8 | 1.4 | .3 | .1 | 5.5 |
| 2009–10  | New Orleans   | 22  | 0  | 14.9 | .395 | .258 | 1.000 | .8 | 2.1 | .4 | .0 | 6.6 |
| 2009–10  | L.A. Clippers | 23  | 0  | 8.3  | .329 | .281 | .714  | .9 | 1.8 | .3 | .0 | 3.0 |
| Carreira |               | 113 | 2  | 12.8 | .384 | .311 | .810  | .8 | 1.8 | .3 | .0 | 5.1 |